# مليندا كلارك
مليندا كلارك (بالإنجليزية: Melinda Clarke) (ولدت في 24 أبريل 1969) هي ممثلة أمريكية تعمل بشكل أساسي في برامج التلفزيون. ظهرت في عدة مسلسلات مثل أيام حياتنا وذا أو سي ونيكيتا.

## النشأة
ولدت كلارك في دانا بوينت، كاليفورنيا، وهي ابنة باتريشيا لويس، راقصة باليه، وجون كلارك، وهو ممثل . ولديها شقيق اسمه جوشوا، وأخت هي هايدي والتي توفيت في عام 1994 بسبب ورم خبيث في القلب.

## أعمال شاركت فيها
- يوميات مصاص دماء
- ايلي ستون
- ريبر
- انتوريج
- آفاتار: أسطورة أنج

## روابط خارجية
- مليندا كلارك على موقع IMDb (الإنجليزية)
- مليندا كلارك على موقع ألو سيني (الفرنسية)
- مليندا كلارك على موقع أول موفي (الإنجليزية)
- مليندا كلارك على موقع قاعدة بيانات الأفلام السويدية (السويدية)
- مليندا كلارك على موقع قاعدة بيانات الأفلام السويدية (السويدية)
- مليندا كلارك على موقع إن إن دي بي (الإنجليزية)
- مليندا كلارك على موقع قاعدة بيانات الفيلم (الإنجليزية)
- مليندا كلارك على موقع كينوبويسك (الروسية)
- مليندا كلارك على موقع كينوبويسك (الروسية)